# Maria Śliwka
Maria Śliwka z domu Serkiz (ur. 7 grudnia 1935 w Biłgoraju, zm. 30 marca 1997 we Wrocławiu) – polska siatkarka, brązowa medalistka olimpijska z Tokio.

## Kariera
Mierzyła 168 cm wzrostu. Wcześniej uprawiała lekkoatletykę (pchnięcie kulą). Grała w dwóch wrocławskich klubach: Kolejarzu i Gwardii (1958–1968). W reprezentacji Polski w latach 1957–1964 wystąpiła 118 razy. Uczestniczyła w igrzyskach olimpijskich w Tokio (pięć spotkań), z reprezentacją brała udział także w mistrzostwach świata w 1962 (brązowy medal), zdobyła srebro (1963) i brąz (1958) mistrzostw Europy.
Jej mężem był siatkarz i trener siatkówki Józef Śliwka.
Jest pochowana na Cmentarzu Grabiszyńskim we Wrocławiu.

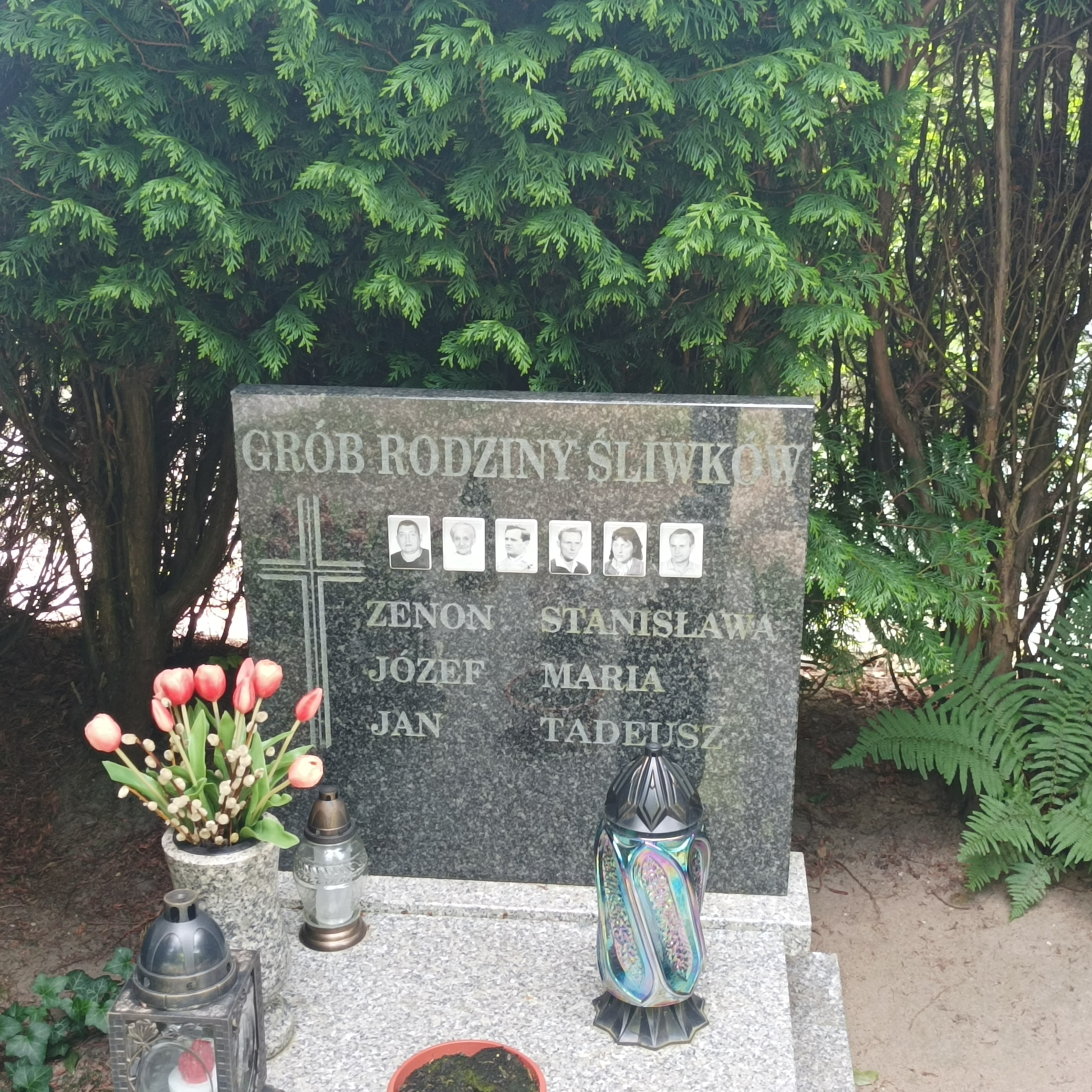
Grób Józefa i Marii Śliwków na Cmentarzu Grabiszyńskim